# Marta di Svezia
Marta di Svezia in svedese Märtha Sofia Lovisa Dagmar Thyra Bernadotte, nata principessa di Svezia e di Norvegia fino al 1905, poi solo principessa di Svezia (Stoccolma, 28 marzo 1901 – Oslo, 5 aprile 1954), fu dal 1929 al 1954 la consorte del principe ereditario Olav di Norvegia.

## Biografia

### Giovinezza
Marta, nata il 28 marzo 1901, era la secondogenita di Carlo, duca di Västergötland e della moglie, la principessa Ingeborg di Danimarca; il padre era figlio del re Oscar II e fratello di Gustavo V di Svezia, mentre la madre era la figlia di Federico VIII di Danimarca e quindi nipote di Cristiano IX, denominato il "suocero d'Europa". La Principessa era quindi discendente delle case reali di Svezia e Danimarca. Aveva due sorelle, Margherita e Astrid, e un fratello, Carlo . 
Alla nascita Marta ricevette il titolo di Principessa di Svezia e Norvegia, titolo che detenne fino al 1905, anno in cui la Norvegia, unita dal 1814 con la Svezia sotto lo stesso monarca, ottenne l'indipendenza; il padre Carlo fu candidato per il nuovo trono norvegese ma dovette rifiutare a seguito dell'opposizione del padre Oscar II, contrario anche alla nascita della nuova nazione. Alla fine il principe Carlo di Danimarca, zio materno di Marta, fu eletto re di Norvegia.
Da bambina, Marta studiò a casa con insegnanti privati e completò corsi approfonditi di assistenza all'infanzia e di primo soccorso.

### Matrimonio
Durante i Giochi olimpici estivi del 1928, tenuti ad Amsterdam, Marta si fidanzò con l'erede al trono Olav di Norvegia, suo primo cugino materno, essendo figlio di Haakon VII e della regina Maud, nata quale principessa inglese. La notizia del fidanzamento fu accolta molto bene poiché fu vista come segno di riconciliazione fra la Norvegia e la Svezia. L'unione, d'amore, rafforzò comunque i legami reali .

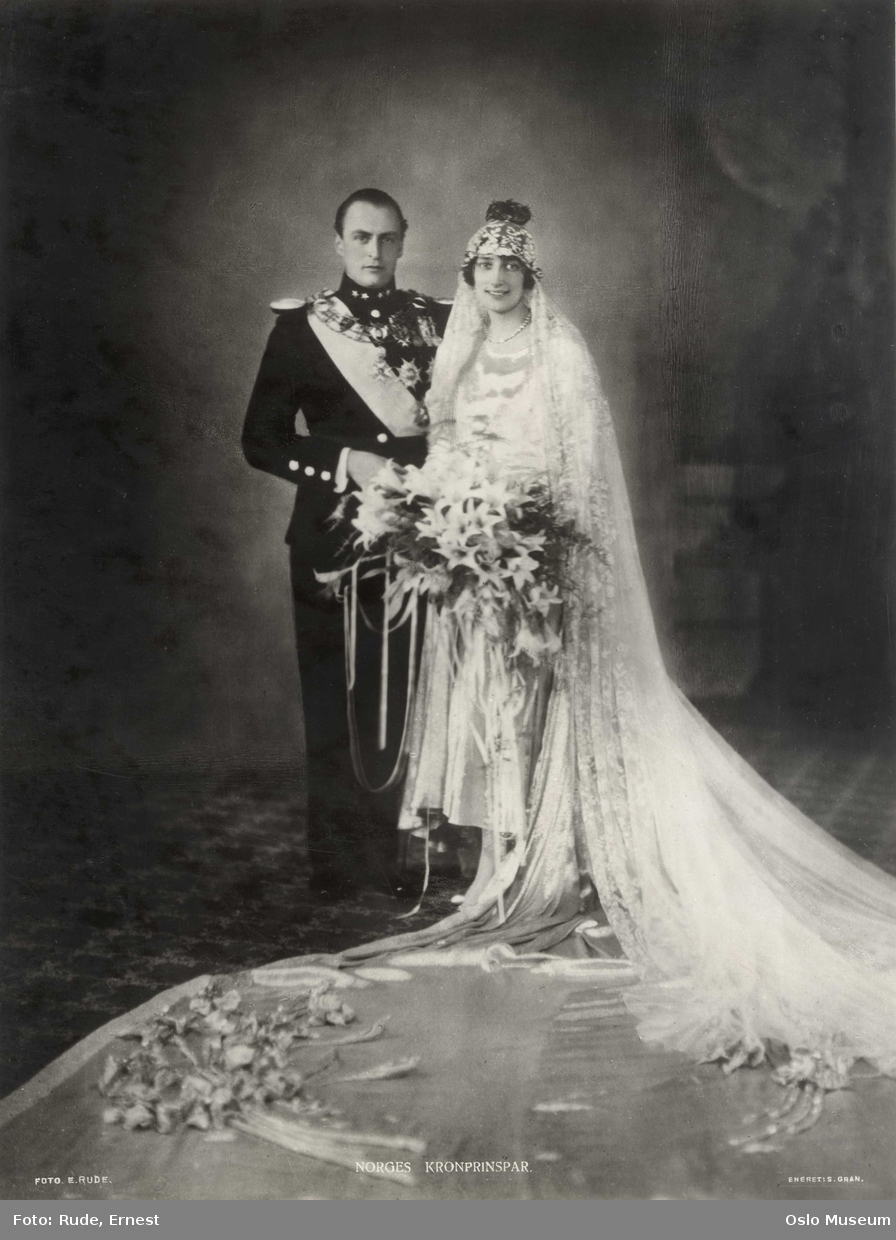
La coppia nel giorno delle sue nozze, il 21 marzo 1929 ad Oslo.

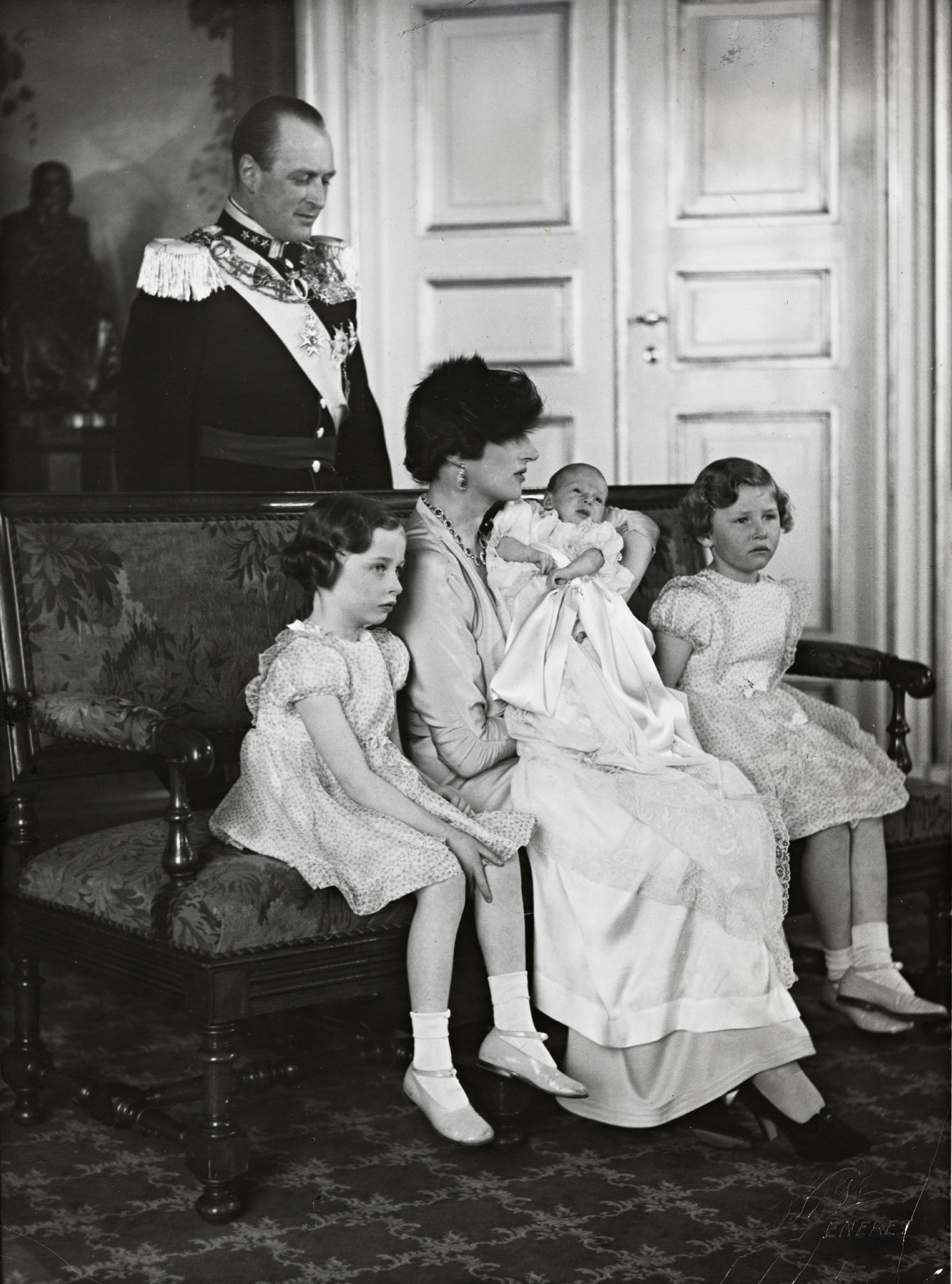
Marta ed Olav assieme ai figli.

Le nozze furono celebrate il 21 marzo 1929, nella Cattedrale di Oslo; fu il primo matrimonio reale celebrato in Norvegia in 340 anni. La coppia ebbe tre figli :
- Ragnhild Alexandra di Norvegia (1930 - 2012);
- Astrid Maud Ingeborg di Norvegia (1932);
- Harald V di Norvegia (1937)[4].

### Principessa ereditaria di Norvegia
Grazie ai suoi modi estroversi, Marta divenne rapidamente popolare in Norvegia. Intraprese impegni ufficiali e tenne molti discorsi, insoliti per le donne della famiglia reale di quell'epoca . Arrivati in Norvegia, la coppia si stabilì nella tenuta di Skaugum, regalo di nozze di Fritz Wedel Jarlsberg. Quando nel 1930 però la residenza fu distrutta da un incendio, Marta fu attivamente coinvolta nella pianificazione del nuovo edificio. Nel 1935 la principessa Marta fu colpita da una grande tragedia, ovvero la tragica morte della sorella, Astrid, regina dei Belgi, deceduta a seguito di un incidente stradale.
Nel 1939, poco prima dello scoppio della Seconda guerra mondiale, Marta e Olav visitarono gli Stati Uniti, facendo amicizia col Presidente Franklin Roosevelt e la moglie Eleanor. Durante la visita, i reali norvegesi condussero un lungo tour nel Midwest, dove si erano stabiliti molti immigrati norvegesi.

### Seconda guerra mondiale
La principessa Marta contribuì notevolmente all'autodifesa della Norvegia facendo un annuncio pubblico il 26 gennaio 1940, in cui incoraggiò le donne norvegesi a prendere parte alla mobilitazione. Quando la Germania invase la Norvegia nell'aprile del 1940, la principessa e i suoi figli fuggirono nella natìa Svezia, dove però non furono ben accolti: molti svedesi accusavano Marta di aver messo a repentaglio la neutralità del paese. Alcuni addirittura suggerirono che avrebbe dovuto accettare il suggerimento dei tedeschi: far tornare il figlio di tre anni, il principe Harald, in Norvegia, perché potesse essere proclamato re dai tedeschi. Marta, rifiutando una tale scelta, su invito del presidente Roosevelt andò con i suoi figli negli Stati Uniti, partendo dal porto di Petsamo, in Finlandia. Negli Stati Uniti, Marta e i figli soggiornarono inizialmente nella Casa Bianca. Il principe ereditario Olav, nel frattempo, era andato con suo padre nel Regno Unito, dove lavorava con il governo norvegese in esilio. Così la coppia, come molte coppie in quel periodo, fu separata per gran parte della guerra.
Nell'agosto del 1941, Marta fece un viaggio con il presidente Roosevelt a bordo dello yacht presidenziale USS Potomac.
L'amicizia tra la coppia ereditaria e quella presidenziale crebbe durante la guerra. Nel 1942 gli Stati Uniti donarono alle forze norvegesi esiliate il sottomarino HNoMS King Haakon VII: fu accolto da Marta, che pronunciò un discorso a sostegno della liberazione norvegese.
L'enorme quantità di lavoro della principessa, per assistere la Croce Rossa americana e per gli interessi norvegesi, impressionò molto Roosevelt e influenzò il suo discorso "Look to Norway" nel 1942. Il romanziere e saggista Gore Vidal affermò in seguito che la principessa ereditaria era l'ultimo amore di Roosevelt. 

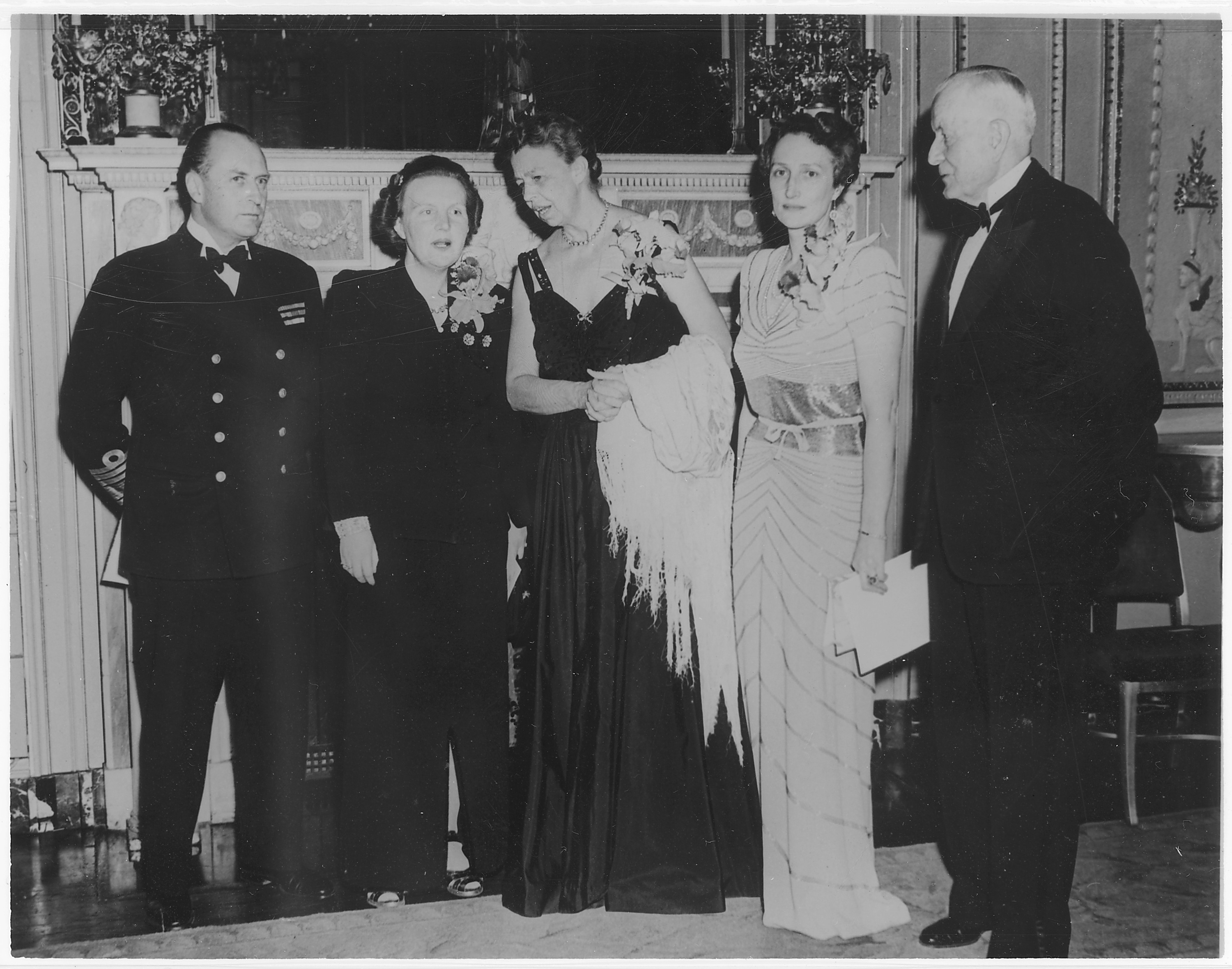
Da sinistra: Olav, Giuliana d'Olanda, Eleanor Roosevelt, la principessa Marta e Thomas Watson.

Negli anni in cui visse con i suoi figli a Washington, Marta lavorò per la Croce Rossa e difese la causa norvegese, sia nei confronti dell'opinione pubblica che nei confronti del governo statunitense. Nel 1942 andò a Londra per partecipare alla festa di compleanno di suo suocero.
Quando tornò in Norvegia dopo la guerra, ricevette l'accoglienza da eroe e fu chiamata "Madre della nazione". Assunse pienamente il ruolo di principessa ereditaria della Norvegia e si sforzò il più possibile di assicurare la stabilità della nazione e il benessere di tutti i norvegesi.

### Morte

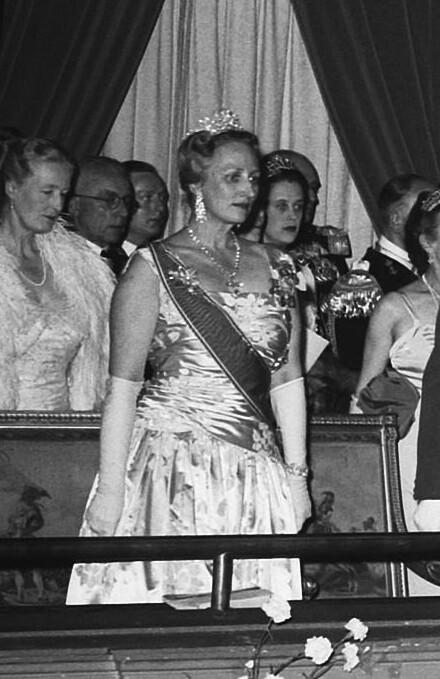
Marta nel 1948.

Con il declino della salute del re Haakon VII, Marta e Olav dovettero assumersi un numero crescente di impegni ufficiali, la principessa fu coinvolta personalmente e fece persino i discorsi di Capodanno nel 1946 e nel 1950. Dopo la guerra, la salute di Marta peggiorò , morì di cancro il 5 aprile 1954 , all'età di 53 anni. La sua morte fu una tremenda perdita per il marito e per i figli, nonché per la Norvegia . 
Nel 1957 il suocero Haakon VII morì ed il figlio, marito di Marta, ascese al trono come Olav V di Norvegia. Dal canto suo, re Olav non si risposò mai e rimase vedovo per tutta la durata del suo regno, conclusosi con la sua morte nel 1991.

### Eredità
L'attività filantropica di Marta fu realizzata attraverso la sua Fondazione Principessa Ereditaria Marta (Kronprinsesse Marta minnefond), istituita il 1 aprile 1929 per dare sostegno finanziario a iniziative sociali e umanitarie attuate da organizzazioni non governative. La figlia minore, principessa Astrid, ne è la presidentessa. La Costa della principessa Marta, un'area di 970000 km² della regione antartica, fu chiamata così in suo onore.  
Nel 2005 una statua della principessa fu eretta all'esterno dell'ambasciata norvegese a Washington. Nel 2007, una replica della statua fu eretta nel cortile del Palazzo reale di Oslo.

### Titoli e trattamento
- 28 marzo 1901 - 26 ottobre 1905; Sua Altezza reale, la principessa Marta di Svezia e Norvegia
- 26 ottobre 1905 - 21 marzo 1929; Sua Altezza reale, la principessa Marta di Svezia
- 21 marzo 1929 - 5 aprile 1954; Sua Altezza reale, la principessa ereditaria di Norvegia

## Albero genealogico
|                            |                           |                                                                | Genitori                              |  |  | Nonni |  |  | Bisnonni          |  |  | Trisnonni                    |  |
|                            |                           |                                                                |                                       |  |  |       |  |  | Oscar I di Svezia |  |  | Carlo Giovanni XIV di Svezia |  |
|                            |                           |                                                                |                                       |  |  |       |  |  | Oscar I di Svezia |  |  | Carlo Giovanni XIV di Svezia |  |
|                            |                           | Désirée Clary                                                  |                                       |  |  |       |  |  | Oscar I di Svezia |  |  |                              |  |
| Oscar II di Svezia         |                           |                                                                |                                       |  |  |       |  |  | Oscar I di Svezia |  |  |                              |  |
|                            |                           | Giuseppina di Leuchtenberg                                     | Eugenio di Beauharnais                |  |  |       |  |  |                   |  |  |                              |  |
|                            |                           | Giuseppina di Leuchtenberg                                     | Eugenio di Beauharnais                |  |  |       |  |  |                   |  |  |                              |  |
|                            |                           | Giuseppina di Leuchtenberg                                     | Augusta di Baviera                    |  |  |       |  |  |                   |  |  |                              |  |
| Carlo di Svezia            |                           | Giuseppina di Leuchtenberg                                     |                                       |  |  |       |  |  |                   |  |  |                              |  |
|                            |                           | Guglielmo di Nassau                                            | Federico Guglielmo di Nassau-Weilburg |  |  |       |  |  |                   |  |  |                              |  |
|                            |                           | Guglielmo di Nassau                                            | Federico Guglielmo di Nassau-Weilburg |  |  |       |  |  |                   |  |  |                              |  |
|                            |                           | Guglielmo di Nassau                                            | Luisa Isabella di Kirchberg           |  |  |       |  |  |                   |  |  |                              |  |
| Sofia di Nassau            |                           | Guglielmo di Nassau                                            |                                       |  |  |       |  |  |                   |  |  |                              |  |
|                            |                           | Paolina di Württemberg                                         | Paolo Federico di Württemberg         |  |  |       |  |  |                   |  |  |                              |  |
|                            |                           | Paolina di Württemberg                                         | Paolo Federico di Württemberg         |  |  |       |  |  |                   |  |  |                              |  |
|                            |                           | Paolina di Württemberg                                         | Carlotta di Sassonia-Hildburghausen   |  |  |       |  |  |                   |  |  |                              |  |
| Marta di Svezia            |                           | Paolina di Württemberg                                         |                                       |  |  |       |  |  |                   |  |  |                              |  |
|                            | Cristiano IX di Danimarca | Federico Guglielmo di Schleswig-Holstein-Sonderburg-Glücksburg |                                       |  |  |       |  |  |                   |  |  |                              |  |
|                            | Cristiano IX di Danimarca | Federico Guglielmo di Schleswig-Holstein-Sonderburg-Glücksburg |                                       |  |  |       |  |  |                   |  |  |                              |  |
|                            | Cristiano IX di Danimarca | Luisa Carolina d'Assia-Kassel                                  |                                       |  |  |       |  |  |                   |  |  |                              |  |
| Federico VIII di Danimarca | Cristiano IX di Danimarca |                                                                |                                       |  |  |       |  |  |                   |  |  |                              |  |
|                            |                           | Luisa d'Assia-Kassel                                           | Guglielmo d'Assia-Kassel              |  |  |       |  |  |                   |  |  |                              |  |
|                            |                           | Luisa d'Assia-Kassel                                           | Guglielmo d'Assia-Kassel              |  |  |       |  |  |                   |  |  |                              |  |
|                            |                           | Luisa d'Assia-Kassel                                           | Luisa Carlotta di Danimarca           |  |  |       |  |  |                   |  |  |                              |  |
| Ingeborg di Danimarca      |                           | Luisa d'Assia-Kassel                                           |                                       |  |  |       |  |  |                   |  |  |                              |  |
|                            |                           | Carlo XV di Svezia                                             | Oscar I di Svezia                     |  |  |       |  |  |                   |  |  |                              |  |
|                            |                           | Carlo XV di Svezia                                             | Oscar I di Svezia                     |  |  |       |  |  |                   |  |  |                              |  |
|                            |                           | Carlo XV di Svezia                                             | Giuseppina di Leuchtenberg            |  |  |       |  |  |                   |  |  |                              |  |
| Luisa di Svezia            |                           | Carlo XV di Svezia                                             |                                       |  |  |       |  |  |                   |  |  |                              |  |
|                            |                           | Luisa dei Paesi Bassi                                          | Federico d'Orange-Nassau              |  |  |       |  |  |                   |  |  |                              |  |
|                            |                           | Luisa dei Paesi Bassi                                          | Federico d'Orange-Nassau              |  |  |       |  |  |                   |  |  |                              |  |
|                            |                           | Luisa dei Paesi Bassi                                          | Luisa di Prussia                      |  |  |       |  |  |                   |  |  |                              |  |
|                            |                           | Luisa dei Paesi Bassi                                          |                                       |  |  |       |  |  |                   |  |  |                              |  |